# 외드 (서프랑크)

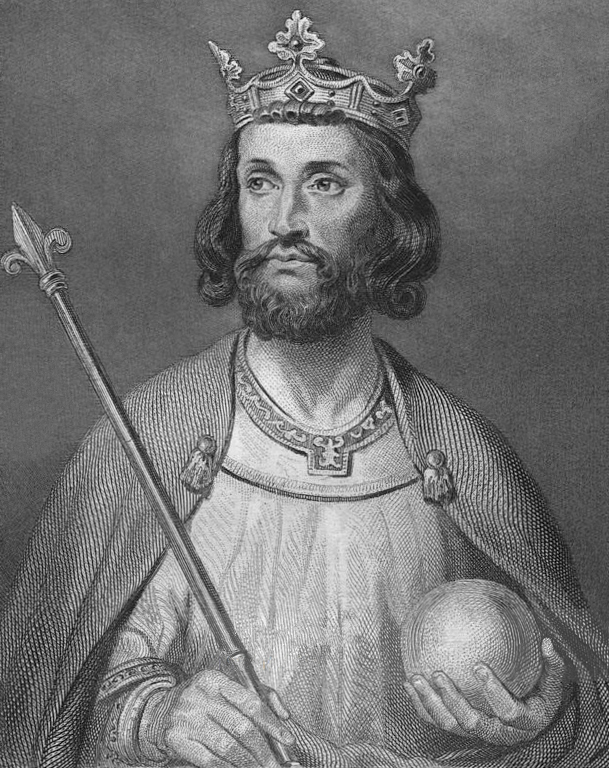
외드

외드(프랑스어: Eudes, 라틴어: Odo, 850년/852년/860년? ~ 898년 1월 1일)는 파리의 백작이자 느스트리의 백작, 888년부터 죽을 때까지는 서 프랑크 왕국의 왕이었다. 느스트리 백작 로베르 포르와 투르의 아델라이드의 아들이다. 아버지 로베르 강철공으로부터 파리와 네우스트리아, 앙주 백작직을 물려받았다.
885년 바이킹이 파리시 외곽을 점령하고 공물을 요구하자, 885년 11월부터 886년에 걸친 파리 공성전 (885–886년)에서 바이킹을 몰아냈다. 서프랑크 왕국을 침략한 노르만족의 침입에서 왕국을 지켜낸 공로로 888년 1월 뚱보 카를 3세가 폐위된 뒤 서프랑크 귀족들에 의해 왕으로 추대되었다. 그러나 루이 2세의 유복자였던 다른 샤를 3세 생플의 도전을 받았다.

## 생애

### 생애 초기

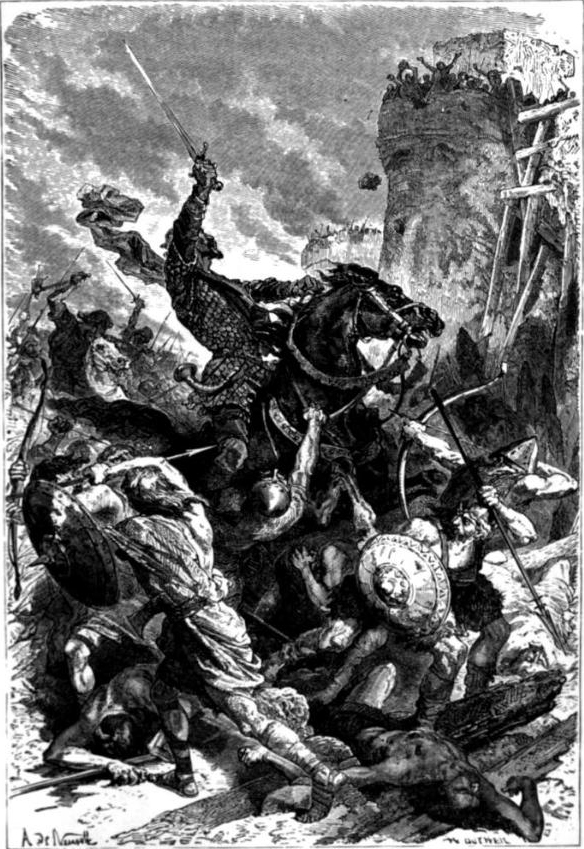
파리 공성전 (885–886년)에서 직접 바이킹과 교전하는 외드
(알퐁스 드 뇌빌 작)

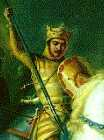

외드는 네우스트리아와 파리 백작, 앙주의 백작이며 투르 후작인 로베르 4세 강철공과 투르의 아델라이드의 아들이었다. 로베르 1세는 그의 형제였다. 또한 외드의 서녀 중 한명은 동프랑크의 왕 아르눌프의 후궁이 되었다. 그의 부인 트루아의 테오드라트(Théodrate of Troyes)는 피피노 카를로만의 서자 베른하르트의 후손으로 베르망두아 백작 가문의 사람이었다.
할아버지인 보름스의 로베르는 서프랑크의 초대 군주 대머리왕 카를의 휘하에서 공을 세운 인물이었다. 그의 집안은 836년경 라인강 중류의 귀족이었지만 840년 이후의 상속 전쟁에서 대머리 카를 2세의 편을 들면서 그의 부친 로베르 르 포르는 어머니와 가족을 데리고 자신의 땅을 떠나 서쪽으로 이주하였다. 852년 경 대머리 카를 2세는 아버지 로베르 르 포르를 마르무티에(Marmoutier)의 수도원을 증여하였다.
860년대에 바이킹은 파리를 3번 습격했으며, 충분한 전리품이나 뇌물을 획득했다고 생각될 때만 스스로 떠났다. 아버지 로베르 르 포르는 직접 군사를 이끌고 바이킹을 국경 밖으로 몰아내어 귀족들의 신임을 얻게 된다. 866년 9월 15일 아버지 로베르 4세 르 포르가 멘에루아르의 브리사트(Brissarthe)에서 사망하자, 외드는 파리 백작, 앙주 백작, 네우스트리아 후작직을 물려받았다. 외드는 파리와 앙주의 백작으로 노르만족의 침임에 맞서 무공을 세웠다.
885년 바이킹이 파리시 외곽을 점령하고 공물을 요구하자, 885년 11월부터 886년에 걸친 파리 공성전 (885–886년)에서 바이킹을 몰아냈다. 이때 그는 귀족들의 신망을 얻게 된다. 곧 외드는 부르군트의 반란군 진압에 파견되었다. 그러나 비만왕 카를은 노르만족을 회유하여 700리터(약 257kg)의 은을 지불해주겠다고 약속했다. 외드는 곧 군사를 이끌고 부르군트에 있던 반란군을 기습, 평정하고 파리로 돌아왔는데, 비만왕 카를이 노르만인에게 은을 주겠다는 약속을 이행하기를 주저했다.
887년 비만왕 카를에 의해 투르네의 영지를 받았고, 그해 비만왕 카를에 의해 서프랑크 왕국의 섭정에 임명되었다.
887년 11월 말 비만왕 샤를이 아르눌프의 정변으로 폐위되자, 외드는 노르만족에 맞서 영토를 지킨 공로로, 주교들과 영주들에 의해 서프랑크의 국왕으로 추대되었다.

### 즉위 이후

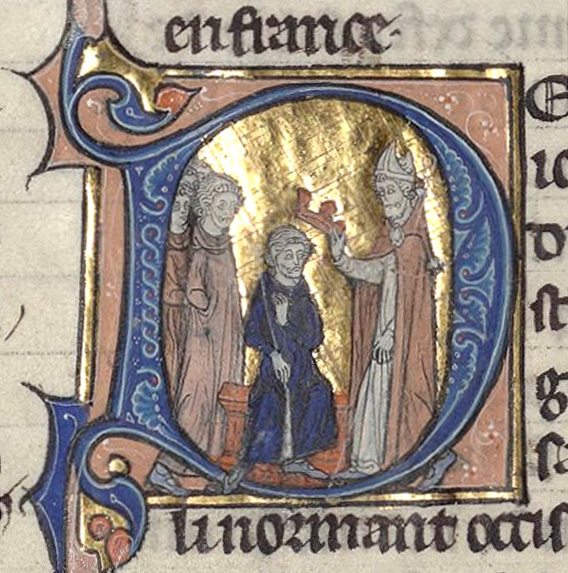
외드의 대관식

888년 몽포콩과 다른 여러 곳에서 노르만과 싸워 승리했지만 그의 지위를 확고하게 하지 못했고 비만왕 샤를의 반대를 받았고 후에는 랭스 대주교 풀크와 몇몇 강력한 귀족의 지원을 받은 단순왕 샤를 3세의 도전을 받았다. 외드에게는 두 명의 아들이 태어났지만 모두 일찍 요절했고, 왕이 된 뒤 그는 적자가 없었으므로 파리 백작위는 동생인 로베르 1세에게 주었다.
893년부터 단순왕 샤를 3세 생플은 자신이 선왕의 아들임을 주장하며 왕위를 요구하였다. 893년 초 단순왕 샤를의 지지자들이 외드를 쿠데타로 축출하고 일시적으로 추대하자 아르눌프는 일단 단순왕 샤를의 즉위를 승인했다. 샤를이 13세의 나이로 서프랑크의 왕에 즉위하자 케른텐의 아르눌프는 소년이 나라를 통치하는 것이 가능한가 여부를 묻고는, 내전을 끝내기 위해 외드와 샤를을 보름스로 오도록 지시했다. 895년 5월 외드는 보름스로 와 자신의 서프랑크 왕국의 왕위를 주장했다. 그러나 샤를은 자신의 고문의 의견을 받아들여 아르눌프의 출석 요구를 거부하고, 보름스로 오지 않았다. 샤를이 자신의 명령을 거역한데 크게 화가 난 아르눌프는 외드를 지지하였으며, 서자 츠벤티볼트에게 로트링겐의 왕위를 넘기고 직접 통치하게 했다. 아르눌프는 츠벤티볼트에게 서프랑크 왕국을 감시하게 했다.
외드는 자신의 지위를 강화하고 지원을 받기 위해 동 프랑크 왕국의 케른텐의 아르눌프에게 배상금을 바치기도 했지만 894년 아르눌프는 샤를의 편에 섰다. 그는 죽기 전 3년간 그는 샤를과 싸웠으나 자녀가 어리던 외드는 결국 샤를을 인정할 수밖에 없었다.
종주권을 유지하던 아르눌프는 893년 그와 샤를 3세를 보름스로 소환했지만 샤를은 보름스에 가기를 거부했다. 아르눌프는 샤를 생플이 미성년자인 점을 들어 통치가 가능한가를 의심하고 있었던 것이다. 895년 3월에도 아르눌프는 다시 샤를과 외드를 895년 5월까지 다시 보름스로 소환했는에, 이때에도 샤를은 역시 거절했다. 그 해 5월 외드만이 도착했다. 분노한 아르눌프는 이 일을 계기로 외드를 지지한다. 한편 외드는 많은 선물과 향신료를 아르눌프에게 조공으로 들고 보름스에 나타났다. 아르눌프는 898년 외드가 사망할 때까지 계속 외드를 지지하였다. 샤를 드 생쁠은 계속 자신의 왕위를 요구했고, 외드는 샤를 3세 생쁠을 인정하지 않을 수 없었다. 외드는 898년 죽었다.

### 사후
외드는 일단 샤를을 후계자로 승인했고 단순왕 샤를은 랭스 대주교의 도움으로 서프랑크 왕국의 왕위에 올랐다. 그러나 노르만족의 침입을 막아내지 못한데 다가 로렌 지역 문제에 집중한 결과, 결국 서프랑크 왕국의 귀족들은 샤를을 폐하고 외드의 동생 로베르 1세를 추대하였다.

## 가족 관계

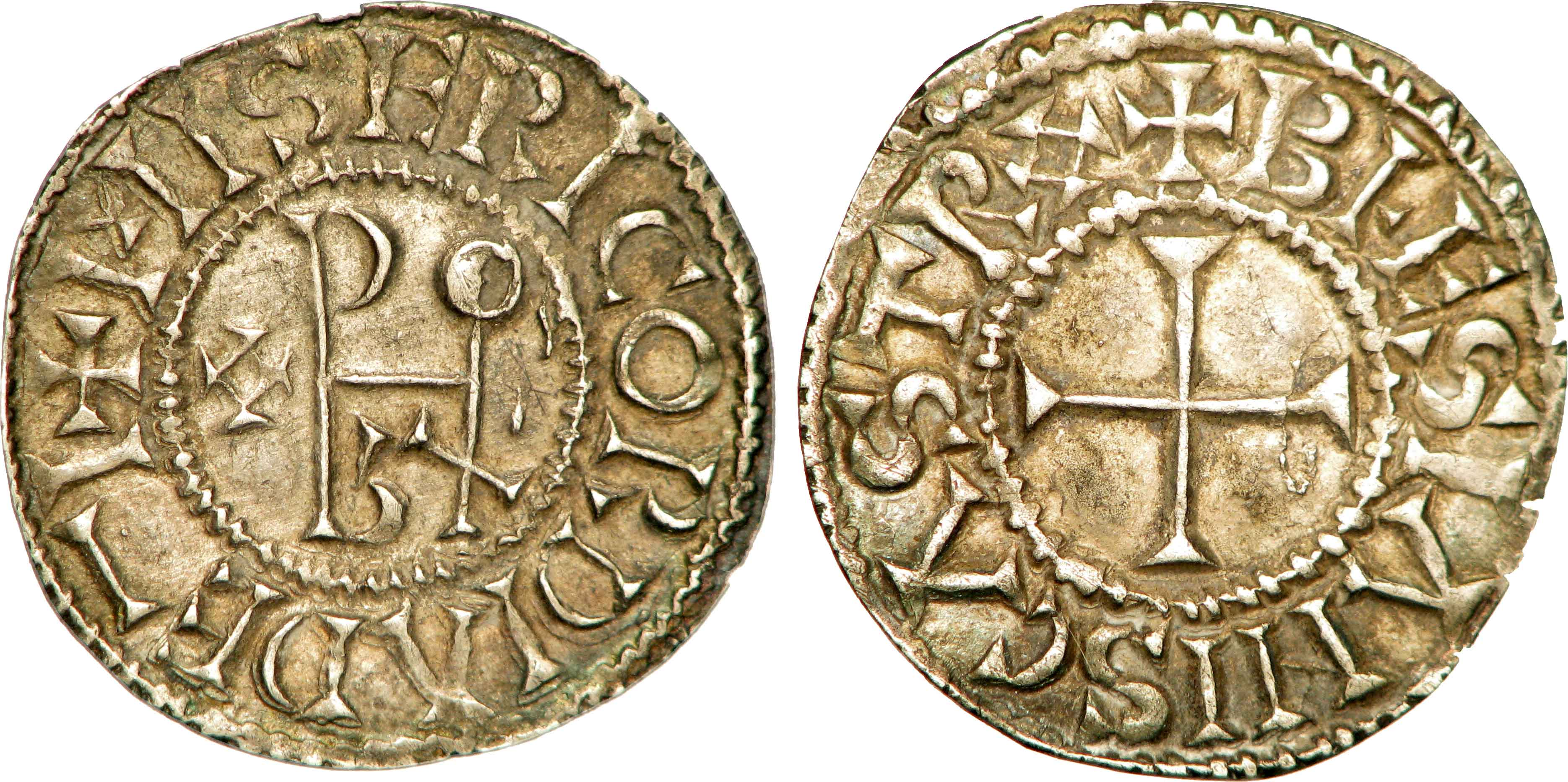
외드 시대의 데나리온 동전

- 할아버지 보름스 백작 로베르 또는 루페르트
- 아버지 로베르 4세 강철공
- 어머니 투르의 아델라이드
  - 동생 로베르 1세
    - 조카딸 엠므
    - 조카사위 라울
    - 조카 위그 르 그랑, 위그 카페의 아버지
- 부인 트루아의 테오데라다(850년경 ~ 903)
  - 딸 오다

## 기타
서프랑크 왕국에 노르만 족이 침입했을 때 속수무책으로 당했고, 외드와 로베르 등 소수의 귀족만이 바이킹 족을 대항하여 축출했다. 이 일로 귀족들의 신망을 얻게 되었다.

## 같이 보기
- 노르만 족
- 로베르 1세
- 라울
- 헤르베르트 1세
- 아르눌프

| 전임 카를 3세 | 서프랑크의 왕 888년 - 898년 | 후임 샤를 3세 |

| 전임 라눌프 2세 | 아키텐의 왕 890년 - 898년 | 후임 샤를 3세 |

| 전임 강철공 로베르 4세 | 파리 백작 866년 - 888년 | 후임 로베르 5세 |

| 전임 강철공 로베르 4세 잉겔게르 | 앙주 백작 866년 - 888년 889년 - 898년 | 후임 잉겔게르 풀크 1세 |